# Tugny-et-Pont
 Tugny-et-Pont  es una población y comuna francesa, en la región de Picardía, departamento de Aisne, en el distrito de Saint-Quentin y cantón de Saint-Simon.

## Demografía
| 306 | 263 | 259 | 251 | 288 | 268 |
| Para los censos de 1962 a 1999 la población legal corresponde a la población sin duplicidades (Fuente: INSEE [Consultar]) |     |     |     |     |     |